# Gruesa
Una gruesa es una cantidad de artículos equivalente a doce docenas, o también el cuadrado de una docena (12 × 12 = 122 = 144).
Es una medida que se emplea en ferretería, mercería o bisutería; una gruesa de botones, etcétera. En arquería de competición olímpica, se lanzan, en dos jornadas, un total de 144 flechas.
A su vez se denomina gran gruesa a la cantidad correspondiente a doce gruesas, o también el cubo de una docena (123 = 1728).